# Mooween State Park

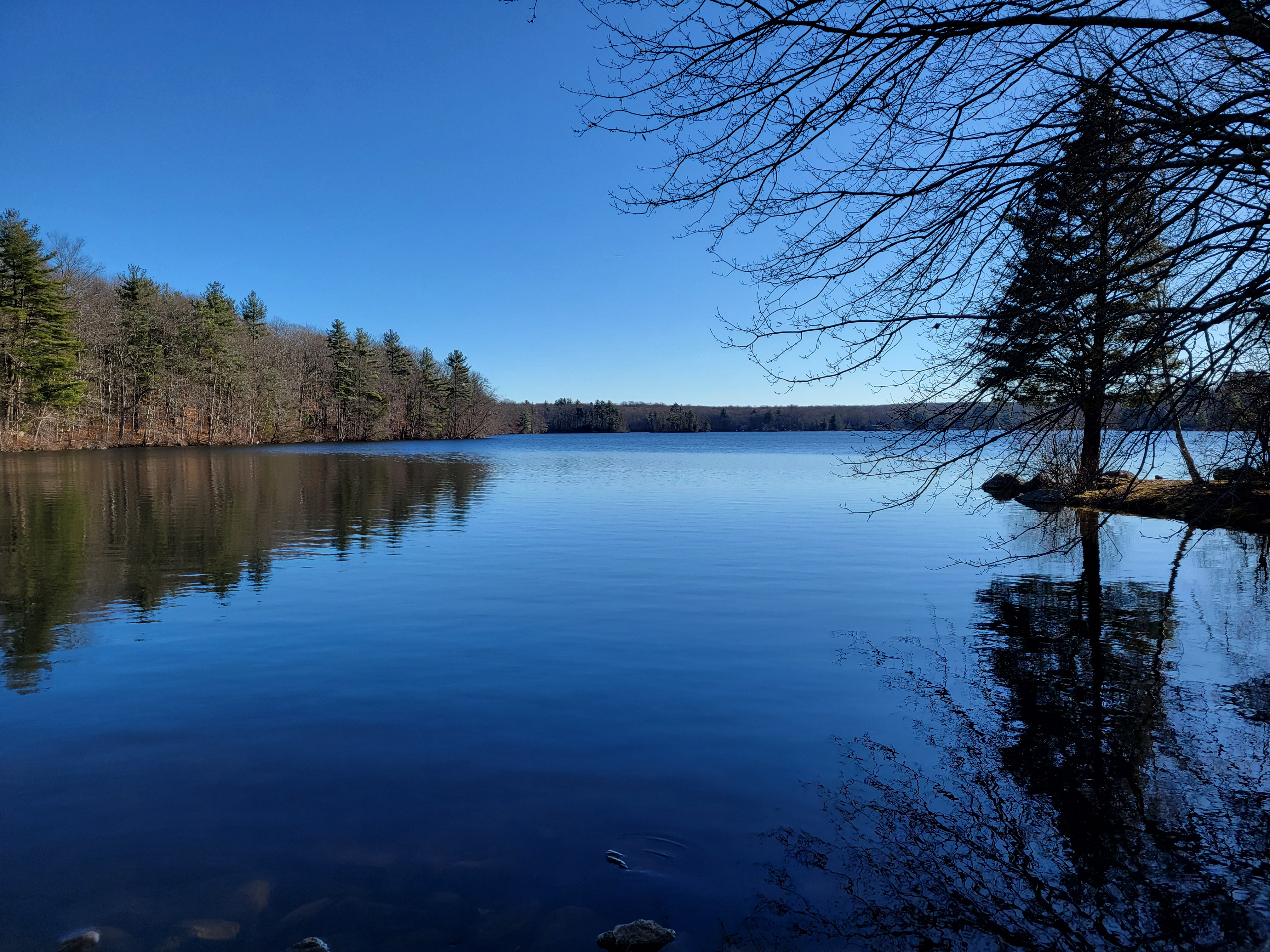
Red Cedar Lake, Gemeinde Lebanon, Connecticut (2024)

Mooween State Park ist ein State Park im US-Bundesstaat Connecticut auf dem Gebiet der Gemeinde Lebanon am Ufer des Red Cedar Lake. Der Park wird dementsprechend auch als Red Cedar Lake State Park bezeichnet.

## Name
Moween ist das Algonkin-Wort für Braunbär. Es wurde für das gleichnamige Jugendcamp verwendet. Man sagt, dass Edwin Herbert Land als Jugendlicher bei einem der dort durchgeführten Camps von Cap Girden entscheidende Anregungen zur Entwicklung der Polarois-Kamera erhalten habe.

## Geographie
Der Park erstreckt sich vom Nordufer des Red Cedar Lakes über 234 ha (577 Acre) bis zum Veterans of Foreign Wars Highway. Der Red Cedar Lake entwässert über einen kurzen Zufluss des Deep River zum Yantic River nach Norden. Während auf der Südseite der Austin Brook nach Osten zum Thames River fließt. Die höchste Erhebung steigt auf 140 m (459 ft) über dem Meer an. Der nächstgelegene State Park ist der Hopemead State Park wenige km südlich am Gardner Lake.

## Freizeitaktivitäten
Der Park bietet Möglichkeiten zum Wandern, Boot fahren und Angeln.